# Manoir de Kerhervé
Le manoir de Kerhervé est un édifice en ruines situé à Locmaria-Grand-Champ en France.

## Localisation
Le manoir est situé sur le territoire de la commune de Locmaria-Grand-Champ, au lieu-dit Kerhervé, dans le département du Morbihan en région Bretagne.

## Description
Vestiges.

## Historique
Le manoir est détruit, les bâtiments de ferme sont remaniés aux XIXe et XXe siècles, réemploi d'un blason non identifié et d'une porte.
Les vestiges sont inscrits à l'inventaire général du patrimoine culturel.